# Bálint Alsáni

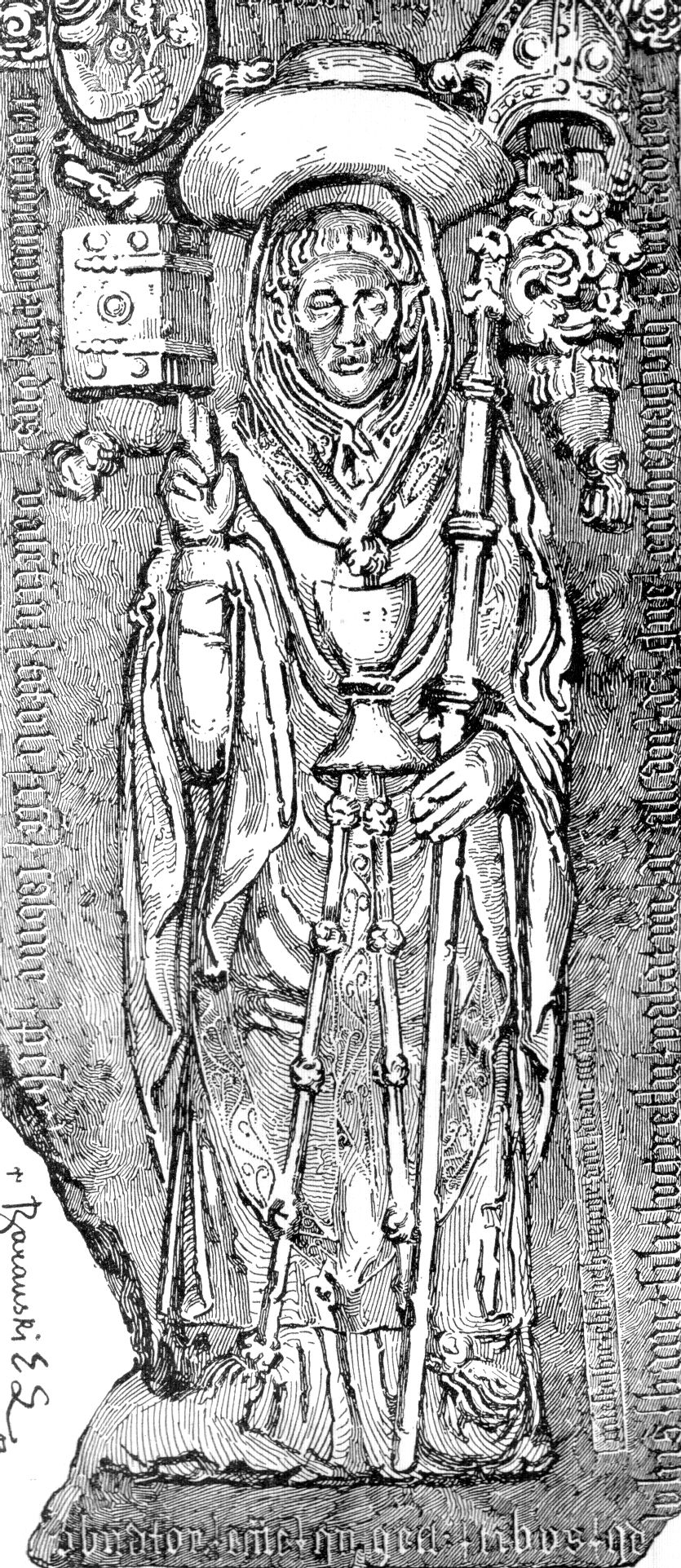
Grabstein des Bischofs und Kardinals Bálint Alsáni von Pécs (Kopie der Originalzeichnung, 19. Jh.)

Bálint Alsáni, auch Valentin d’Alsan oder Valentino de Alsan (* um 1330 in Alsán; † 19. November 1408 in Pécs) war ein Kardinal der Römischen Kirche.

## Leben
Er war der Sohn des Gouverneurs des heute in Serbien gelegenen Mačva (ungarisch Macsói), Janos Alsáni. Bálint Alsáni studierte in Frankreich und Italien und wurde zum Doctor iuris utriusque promoviert. Danach wurde er Professor in Esztergom. Von 1352 (oder 1353) an bis zu seiner Bischofswahl war er Kanoniker in Pécs, Veszprém und Esztergom.
Alsáni wurde am 21. Juli 1374 zum Bischof von Pécs erwählt. Seine Bischofsweihe fand vor dem 25. Oktober 1374 statt. 1373 (oder 1376) war er Vizekanzler von König Lajos I. von Ungarn; 1381 findet er sich als ungarischer Botschafter in Italien (Padua, Venedig und Rom). Papst Urban VI. ernannte ihn im Konsistorium vom 17. Dezember 1384 zum Kardinalpriester. Am 9. Februar 1385 wurde ihm Santa Sabina als Titelkirche verliehen, wobei er den Bischofssitz von Pécs weiter innehatte. Am Konklave 1389, das Papst Bonifaz IX. wählte, nahm er nicht teil. Von 1397 oder 1398 bis zu seinem Tod war er Kardinalprotopriester. An den Konklaven von 1404 und 1406, an denen jeweils Innozenz VII. und Gregor XII. gewählt wurden, war er ebenfalls nicht beteiligt. Am 22. August 1407 erreichte er den päpstlichen Hof in Viterbo, musste jedoch aufgrund einer Erkrankung von Siena über Venedig nach Ungarn zurückkehren.
Er starb im November des Folgejahres und wurde in Pécs beigesetzt.